# Guegue (Sao Tomé-et-Principe)
Pour les articles homonymes, voir Guegue.
Guegue (ou Gué-Gué, Guegue Monserrate) est une localité de Sao Tomé-et-Principe située au nord-est de l'île de Sao Tomé, dans le district de Cantagalo. C'est une ancienne roça.

## Population
Lors du recensement de 2012, 104 habitants y ont été dénombrés.

## Roça
De cette structure originale il ne subsiste que l'hôpital et une partie des sanzalas (logements des travailleurs).
Photographies et croquis réalisés en 2011 mettent en évidence la disposition des bâtiments, leurs dimensions et leur état à cette date.